# Carlos Carlín
Carlos Alberto Carlín Salazar (Lima, 15 de abril de 1971) es un actor, comediante, productor de teatro, locutor de radio y presentador de televisión peruano.  Es conocido por su rol principal de Eusebio «Tony» Lechuga en la serie de televisión Patacláun, que se emitió entre 1997 y 1999.

## Biografía
Estudió en el Colegio San Luis Maristas y se preparó en comunicación audiovisual, hasta que en el segundo ciclo entró a trabajar en el área de producción de América Televisión, donde fue asistente de producción en Triki trak conducido por Luis Ángel "Rulito" Pinasco y su actual esposa Sonia Oquendo. Carlín comenzó a interesarse por el teatro desde los 14 años, además de venir de una familia de artistas. Llevó un taller de actuación con Carlos Gassols en el IPP y también con Roberto Ángeles. Su debut teatral se dio cuando lo llamaron para actuar en una innovadora versión de Metamorfosis, y luego en ¿Quieres estar conmigo?.
Se hizo conocido por formar parte del elenco de la serie televisiva Patacláun con su personaje de Eusebio "Tony" Lechuga, donde compartió roles con Wendy Ramos, Johanna San Miguel, Carlos Alcántara, Monserrat Brugué y Gonzalo Torres, producido por July Naters.
En 2004 presentó la comedia teatral Perú jaja junto a Christian Ysla y Pablo Saldarriaga, y al año siguiente la secuela Perú jaja II.
En el cine, actuó en películas como Condominio, dirigida por Jorge Carmona, y Una sombra al frente de Augusto Tamayo.
Debutó como locutor en la emisora Radio Planeta, con el programa Yo te amo, yo tampoco que condujo durante varios años, acompañado de su excompañera de reparto Johanna San Miguel. Además, ha participado en innumerables sketchs publicitarios, ha coescrito el libro Yo te amo, yo tampoco y formó la productora Raquel en Llamas. Seguidamente, junto a Johanna San Miguel presentó los espectáculos de comedia Chancho amor (2005), Muérete Cupido (2006), Puro cuento (2007) y 2×1 (2008).
En 2008 actuó en la obra Una gran comedia romana. El año siguiente repitió temporada de esa obra y también estuvo en ¿Dónde está el idiota? y Volpone. Posteriormente empezó a conducir un programa en Radio Capital, cuyo segmento «Hablemos quechua» recibió una condecoración del Congreso de la República.
En 2010 presentó el espectáculo El país de Carlín. También estuvo en las obras de comedia Episodio II: La mujer del idiota y el musical La jaula de las locas.
El 2011 empezó a conducir el late show La noche es mía emitido por Frecuencia Latina. Tras dos temporadas al aire, se despidió del programa a fines de 2012.
De julio a septiembre del 2011 protagonizó la obra de teatro La chica del Maxim, interpretando a Lucien Petypon.
En 2013 tuvo una aparición especial en la película ¡Asu mare!. Carlín regresó a la televisión como presentador del programa dominical Psíquicos. En ese mismo año, protagonizó una nueva temporada de la obra de comedia Perú jaja.
En el 2014, protagonizó un personaje en la película de Bruno Ascenzo, A los 40.
En el 2015 participó en la segunda entrega de la película ¡Asu mare!.
En el 2016, intérpretó un personaje más principal junto a su excompañero de reparto Gonzalo Torres, Giovanni Ciccia y otros actores también aparecieron en la película Locos de amor, donde actuó como un escritor y esposo aburrido que siempre sigue la misma rutina, su esposa trata de cambiar junto con él, lo cual él no quiere y teme que su esposa lo esté engañando para irse con otro hombre y dejarlo a él y a su hijo. Posteriormente se incorporó en la obra adaptada por Los Productores Un acto de Dios.
Hacia finales de la década de 2010, fue conductor del programa de televisión por cable Wantan Night de Movistar Plus (ex Plus TV). A su vez, condujo el programa radial Dos son dos junto con el actor y presentador peruano Renzo Schuller en la emisora Radio América.

## Filmografía

### Televisión
- Los de arriba y los de abajo (1994) como Miguel
- Los unos y los otros (1995)
- Tribus de la calle (1996)
- Patacláun (1997-1999) como Eusebio "Tony" Lechuga y Hertes Malasú
- El cuarto de Juan (1999)
- Vidas prestadas (2000)
- Cazando a un millonario (2001)
- Carita de atún (2004) como Pan de Dios y Benancio Ponce
- Dos dedos de frente (2006) como entrevistador de personalidades políticas[15][16]
- El dedo medio (2006)
- La noche es mía (2011-2012) como presentador
- Psíquicos (2013) como presentador
- Wantan Night (2015-2020) como presentador
- Noches de espectáculo (2024)[17]

### Películas
- Entre vivos y plebeyos (documental) (2002)
- Una sombra al frente (2007)
- Condominio (2007)
- ¡Asu mare! (2013) con participación especial
- A los 40 (2014) como Eddy Montalvo
- ¡Asu mare! 2 (2015) como él mismo
- Lusers (2015) como amigo de Édgar
- Locos de amor (2016) como Martín
- Cebiche de tiburón (2017)
- Una navidad en verano (2017)
- Soltera codiciada (2018)
- Papá Youtuber (2019) como Rómulo Alvarado
- La verdad de Xanaxtasia (2022)
- Paddington en Perú (2024)

## Radio
- Yo te amo, yo tampoco (2004–2007) - Radio Planeta
- Carlos Carlín en Capital (2008–2015) - Radio Capital
- Dos son dos (junto con Renzo Schuller) (2021) - Radio América

## Teatro
- Metamorfosis
- Shake William Shakes (2002)[18]
- ¿Quiéres estar conmigo?
- Sueño de una noche de verano
- Bicho
- Perú jaja (2004)
- Perú jaja 2 (2005)
- Chancho amor (2005)
- Muérete Cupido (2006)
- Perú jaja (2007)
- Puro cuento (2007)
- 2x1 (2008)
- Una gran comedia romana (2008 y 2009) como Pseudolus — Teatro Peruano Japonés
- ¿Dónde está el idiota? (2009) — La cena de los tontos de Francis Veber
- Volpone (2009–2010) de Ben Jonson
- Episodio II: La mujer del idiota (2010) como Abel Piñón — Teatro Peruano Japonés
- La jaula de las locas (2010) como Albin "Zaza"
- El país de Carlín (2010) — Teatro Peruano Japonés
- La chica del Maxim (2011) como Lucien Petypon
- Perú jaja (2013)
- Toc Toc (2014–2017) como Camilo
- El crédito (2015) como Antonio Vicente[19]
- Un acto de Dios (2016–2017) como Dios
- Hasta que la tele nos separé (2022)[20]

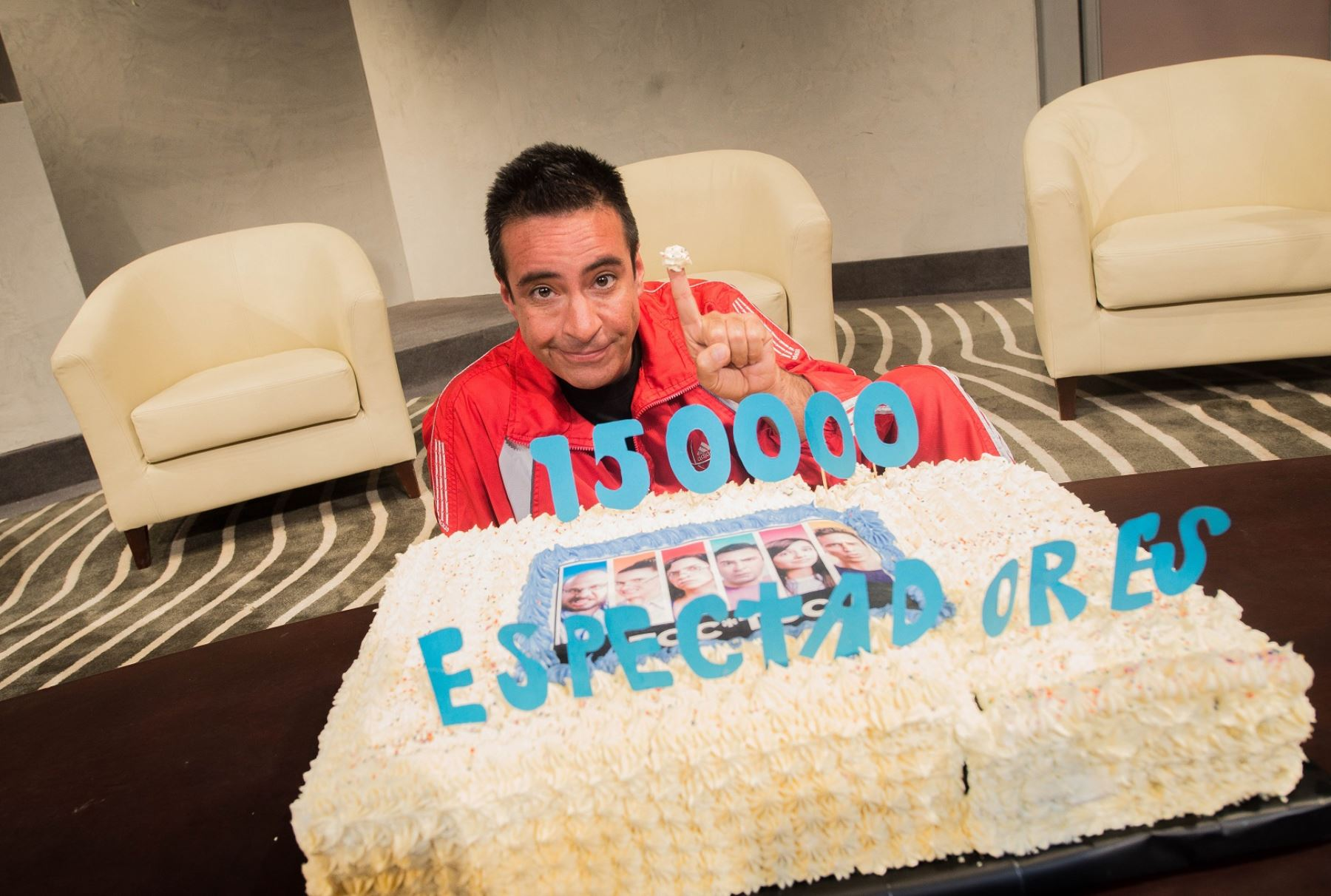
Carlos Carlos es Camilo en "Toc Toc"

## Premios y nominaciones
| Año  | Premio                       | Categoría                   | Trabajo                 | Resultado |
| ---- | ---------------------------- | --------------------------- | ----------------------- | --------- |
| 2008 | Premios Luces de El Comercio | Mejor actor de teatro       | Una gran comedia romana | Ganador   |
| 2011 | Premios Luces de El Comercio | Mejor programa periodístico | La noche es mía         | Ganador   |